# Lepthyphantes concavus
Lepthyphantes concavus là một loài nhện trong họ Linyphiidae.
Loài này thuộc chi Lepthyphantes. Lepthyphantes concavus được Ryoji Oi miêu tả năm 1960.